# 1843 en santé et médecine
| Années de la santé et de la médecine : 1840 - 1841 - 1842 - 1843 - 1844 - 1845 - 1846    |
| Décennies de la santé et de la médecine : 1810 - 1820 - 1830 - 1840 - 1850 - 1860 - 1870 |

Cet article présente les faits marquants de l'année 1843 en santé et médecine.

## Événements
- 13 février : le médecin américain Oliver Wendell Holmes est le premier à soutenir la nature contagieuse de la fièvre puerpérale dans son article intitulé The contagiousness of puerperal fever lu devant la Boston Society for Medical Improvement[1]. Il affirme qu'elle se transmet souvent de parturiente en parturiente par les mains des praticiens et préconise en vain des règles d'hygiène[2].

## Prix
- Poiseuille obtient le prix Montyon pour la quatrième fois.

## Naissances
- 22 janvier : Edmond-Joseph Bourque (mort en 1921), médecin neuropsychiatre et professeur canadien.
- 24 mars : Édouard Heckel (mort en 1916), médecin et botaniste français.
- 7 juillet : Camillo Golgi (mort en 1926), médecin italien, colauréat avec Santiago Ramón y Cajal (1852-1934) du prix Nobel de physiologie ou médecine de 1906.
- 16 octobre : Johann Friedrich Ahlfeld (mort en 1929), gynécologue allemand.

## Décès
- 27 janvier : Henri Savigny (né en 1793), chirurgien et médecin de la Marine, rescapé du naufrage de La Méduse[3].
- 2 juillet : Samuel Hahnemann (né en 1755), médecin allemand.